# شرید، پاکستان
شرید (به انگلیسی: Shared) یک منطقهٔ مسکونی در پاکستان است که در خیبر پختونخوا واقع شده‌است.